# نبرد سلطنتی (رمان)
نبرد سلطتی (ژاپنی: バトル・ロワイアル هپبورن: Batoru Rowaiaru) یا بتل رویال یک رمان ژاپنی در ژانر ویران‌شهری ترسناک به نویسندگی کوشون تاکامی است. نبرد سلطنتی نخستین رمان تاکامی است که در سال ۱۹۹۶ کامل شد اما تا سال ۱۹۹۹ به چاپ نرسید. این کتاب داستان دانش‌آموزان مدرسه راهنمایی را روایت می‌کند که مجبورند در یک برنامه که توسط دولت خیالی فاشیستی و تمامیت‌خواه به نام جمهوری آسیای شرقی بزرگ در ژاپن برگزار می‌شود، با یکدیگر تا حد مرگ مبارزه کنند.
این رمان ویران‌شهری قبلاً در جوایز داستان ترسناک ژاپن ۱۹۹۷ شرکت کرده بود اما در نهایت در مرحله نهایی به دلیل نگرانی‌ها دربارهٔ تصاویر دانش‌آموزانی که یکدیگر را می‌کشند، رد شد. پس از انتشار در سال ۱۹۹۹، این رمان به یک کتاب پرفروش غیرمنتظره تبدیل شد.
در سال ۲۰۰۰، یک سال پس از انتشار، نبرد سلطنتی در یک سری مانگا اقتباس شد که خود تاکامی آن را نوشت و همچنین به یک فیلم سینمایی تبدیل گردید. این فیلم هم جنجالی بود و هم موفق، به طوری که به یکی از پرفروش‌ترین فیلم‌های آن سال تبدیل شد و در عین حال باعث محکومیت از سوی دایت ملی ژاپن گردید. این فیلم دنباله‌ای داشت و دو اقتباس کوتاه دیگر از مانگا نیز ساخته شد.